# چنار سوخته شاهرود
چنار سوخته شاهرود یکی از نمادهای شهر شاهرود در استان سمنان است که در میدان چنار سوخته (میدان قیام) این شهر واقع است.

## قدمت
این چنار بین ۴۰۰ تا ۵۰۰ سال قدمت دارد و دلیل سوختن آن مشخص نیست.
چنارهای کهنسال واقع در خیابانها و بوستانهای شاهرود یکی از جاذبه‌های طبیعی این شهر به‌شمار می‌روند. قدیمی‌ترین درخت چنار شهر چنار سوخته نام دارد و در انتهای خیابان شهربانی وسط میدانی به نام میدان چنار سوخته قرار گرفته‌است

## ثبت ملی
درخت کهن‌سال چنار سوخته شاهرود به شماره " ۵۴۴ "در فهرست میراث طبیعی ملی کشور ثبت شده‌است